# Clinopodium micromerioides
Clinopodium micromerioides là một loài thực vật có hoa trong họ Hoa môi. Loài này được (Hemsl.) Govaerts mô tả khoa học đầu tiên năm 1999.